# Dunn County, Wisconsin
Dunn County är ett administrativt område i delstaten Wisconsin, USA, med 43 857 invånare. Den administrativa huvudorten (county seat) är Menomonie. 

## Geografi
Enligt United States Census Bureau har countyt en total area på 2 238 km². 2 207 km² av den arean är land och 31 km² är vatten. 

### Angränsande countyn
- Barron County - nord
- Chippewa County - öst
- Eau Claire County - sydost
- Pepin County - syd
- Pierce County - sydväst
- St. Croix County - väst
- Polk County - nordväst